# Otpornost materijala
Otpornost materijala je posebna naučna disciplina koja obuhvata inženjerske metode proračuna: čvrstoće, krutosti i stabilnosti.

## Uvod

### Spoljašnje i unutrašnje sile
U Statici smo proučili uslove ravnoteže krutih (nedeformabilnih) tela pod dejstvom različitih sistema spoljašnjih sila. Spoljašnje sile mogu biti zapreminske i površinske. Zapreminske sile deluju na sve tačke tela i srazmerne su masi u svakoj tački tela (sila teže, inercijalne sile). Površinske sile deluju na tačke spoljašnje površine tela i nezavisne su od mase tela (međusobni pritisak tela, pritisak tečnosti ili gasa na telo). U spoljašnje sile ubrajaju se ne samo aktivne sile(opterećenja) vec i reakcije veza i sile Inercije.
Pojam apsolutno krutog tela je apstraktan pojam, a uveden je radi toga da bi se lakše shvatili osnovni zakoni kretanja i ravnoteže tela. Međutim, čvrsta tela su deformabilna, ona pod dejstvom spoljašnjih sila menjaju svoj oblik i zapreminu. Ovo nastaje zbog toga što cela zapremina tela nije ispunjena materijom već je telo sastavljeno od odvojenih delića- molekula(diskretna sredina) koji su povezani međumolekularnim (unutrašnjim) silama. Pri deformaciji tela menja se međusobni položaj molekula pa se menjaju i unutrašnje sile koje teže da uspostave prvobitno stanje tela, dok se ne uspostavi ravnoteža između spoljašnjih i unutrašnjih sila. Pri deformaciji tela pomeraju se i napadne tačke spoljašnjih sila, pa ove vrše rad koji se pretvara u potencijalnu energiju elastične deformacije. Sva čvrsta tela u izvesnoj meri imaju svojstvo elastičnosti jer se po prestanku dejstva spoljašnjih sila vraćaju u prvobitno stanje ako deformacije ne pređu izvesnu- granicu elastičnosti. Kada su deformacije veće i pređu granicu elastičnosti, tada se telo ne vraća u svoj prvobitni oblik po prestanku dejstva spoljašnjih sila. Ove deformacije se nazivaju trajne ili plastične. Ako se deformacije još više povećaju može se preći i granica kidanja ili gnječenja, kada popuste uzajamne molekularne sile nastupi kidanje ili gnječenje, odnosno razaranje strukture materijala.

### Osnovne hipoteze i pretpostavke otpornosti materijala
Konstrukcioni materijali od kojih se izrađuju delovi mašina i uređaja nisu neprekidni, nisu homogeni u svim tačkama niti su izotropni (istih svojstava u svim pravcima). U procesu izrade i dobijanja gotovih delova u materijalu se javljaju različiti spoljašnji (površinski i zapreminski) i unutrašnji defekti. Kako se zakonitosti ovih pojava ne mogu ustanoviti, to se u Otpornosti materijala uvodi niz hipoteza i pretpostavki, koji isključuju ove pojave iz razmatranja. Ovo znaci da Otpornost materijala ne izučava realno telo već njegov približni model. Eksperimentalna provera rezultata dobijenih na osnovu hipoteza i pretpostavki pokazuje da su ovi rezultati u dovoljnoj meri prihvatljivi za primenu u inženjerskim proračunima.
Razmotrimo prvo osnovne hipoteze i pretpostavke koji se odnose na svojstva materijala.
- Hipoteza o odsustvu početnih unutrašnjih sila.

Saglasno ovoj hipotezi pretpostavlja se da ako nema uzroka deformacije tela (opterećenja, promene temperature), tada su u svim tačkama tela unutrašnje sile jednake nuli. Ovo znači da se ne uzimaju u obzir sile uzajamnog dejstva između čestica nenapregnutog tela.
- Pretpostavka o neprekidnosti materijala.

Prema ovoj pretpostavci materijal tela ima neprekidnu strukturu i predstavlja neprekidnu sredinu. Pretpostavka o neprekidnoj strukturi materijala dozvoljava primenu metoda više matematike pri proračunima (diferencijalni i integralni račun).
- Pretpostavka o izotropnosti materijala.

Ova pretpostavka govori da materija tela ima u svim pravcima ista svojstva.Mnogi materijali sastoje se od kristala kod kojih se fizičko-mehanička svojstva u različitim pravcima bitno razlikuju. Kako se u telu nalazi veliki broj kristala koji nisu uređeni, to se svojstva cele mase materijala u različitim pravcima ujednačavaju.
- Pretpostavka o malim deformacijama.

Prema ovoj pretpostavci deformacija tela, i s njom u vezi pomeranje tačaka i preseka, su veoma mala u poređenju sa dimenzijama tela. Na osnovu ove pretpostavke zanemaruje se promena položaja spoljašnjih sila koje izazivaju deformaciju.

## Naponi i deformacije
Za određivanje izdržljivosti delova mašina i građevinskih konstrukcija neophodno je poznavati unutrašnje elastične sile koje nastaju usled dejstva spoljašnjih sila. Unutrašnje sile se određuju metodom preseka. Ovaj metod smo detaljno proučili u statici.
Posmatrajmo elastično telo koje se nalazi u ravnoteži pod dejstvom sila F1,F2,F3iF4.Očigledno je da se i svaki deo toga tela nalazi u ravnoteži pod dejstvom spoljašnjih sila, koje deluju na taj deo, i unutrašnjih sila uzajamnog dejstva pojedinih čestica tela. Na taj način, zamišljeni odvojeni deo tela možemo posmatrati kao neko novo telo na koje možemo primeniti statičke uslove ravnoteže.
Totalni napon i njegove komponente u nekoj tački tela zavise od elemenata površine i ravni preseka. Naponi su različiti za različite ravni preseka kroz datu tačku. Usled normalnih napona nastaje deformacija koju karakteriše promena dužine (izduženje ili skraćenje), a usled tangencijalnih napona nastaje deformacija koju karakteriše promena oblika (klizanje). Prema tome , dvema vrstama napona (normalni i tangencijalni) odgovaraju i dve vrste deformacija: izduženje( skraćenje) i klizanje.

## Vrste naprezanja
Vrsta deformacije tela zavisi od vrste opterećenja(spoljašnjih sila). U statici smo pokazali da postoje samo dva osnovna elementa međusobnog dejstva tela: sila i spreg sila. Ovi elementi izazivaju u telu različita dejstva i prema njima razlikujemo pet osnovnih vrsta naprezanja: aksijalno, smicanje, uvijanje, savijanje, i izvijanje.

### Aksijalno naprezanje
Aksijalno naprezanje izaziva aksijalna sila, koja teži da telo izduži ili skrati.
Deformacija se javlja kao izduženje ili skraćenje.

### Smicanje
Smicanje izaziva sila koja deluje u ravni poprečnog preseka. Ova sila menja oblik tela, a deformacija je klizanje.

### Uvijanje
Uvijanje tela izaziva spreg sila (moment uvijanja,obrtni moment) koji deluje u ravni poprečnog preseka.

### Savijanje
Savijanje tela izazivaju spregovi sila koji deluju u podužnoj ravni simetrije tela. Savijanje izazivaju i sile jer se iste mogu redukovati na transverzalnu silu i moment savijanja. Transverzalna sila izaziva smicanje, a moment savijanja izaziva savijanje. Ovaj slučaj naprezanja spada u složena naprezanja.

U slučaju kada se na štap, malog poprečnog preseka u odnosu na njegovu dužinu, deluje aksijalnom silom pritiska, tada nastaje izvijanje.
U tehničkoj praksi najčešća naprezanja elemenata mašina i konstrukcija su sastavljena iz više osnovnih naprezanja. Iako ima vise osnovnih i složenih naprezanja ipak postoje samo dve vrste napona (normalni i tangencijalni) i dve vrste deformacija (izduženje i klizanje). Pri aksijalnom naprezanju i čistom savijanju imamo samo normalne napone, a pri smicanju i uvijanju imamo smo tangencijalne napone.
Osnovna pretpostavka klasične teorije savijanja glasi: ravni presjeci okomiti na osovinu grede ostaju ravni i okomiti na osovinu i nakon savijanja. Potvrđeno je da se ova hipoteza može primijeniti sa velikom tačnošću, bez obzira da li se materijal grede ponaša elastično ili neelastično. Sledeća pretpostavka je da pri savijanju štapa vlakna ne pritiskaju jedno drugo. Zasnovana je na činjenici da su normalni naponi u podužnim presjecima grede zanemarljivo mali, tj. σy=σz=0

## Zadatak otpornosti materijala
Otpornost materijala je nauka o čvrstoći i deformacijama materijala elemenata mašina i građevinskih objekata.
Nauka koja proučava zavisnost između spoljašnjih sila, oblik tela i vrste materijala, s jedne strane, sa naprezanjima (unutrašnjim silama) i deformacijom tela s druge strane naziva se teorija elastičnosti. Ova grana matematičke fizike koristi složen matematički aparat tako da su njena razmatranja skoro nedostupna mnogim konstruktorima u praksi. Međutim, veći broj zaključaka teorije elastičnosti mogu se elementarno izvesti na osnovu hipoteza o svojstvima materijala i deformacijama tela. Skup ovako dobijenih zaključaka čini posebnu naučnu disciplinu koja se naziva otpornost materijala. Nedostatak ove discipline je u proizvoljnosti osnovnih pretpostavki, tako da nije uvek poznato do koje mere su ovako izvedeni zaključci primenjivi u tehničkoj praksi. Radi toga se zakoni otpornosti materijala koriste samo za rešavanje problema gde postoji dugogodišnje i isprobano iskustvo.
Veliku primenu u otpornosti materijala imaju zakoni mehanike. Tako, na primer zakoni statike mogu se primeniti na čvrsta tela koja miruju, jer se posle deformacije uspostavlja ravnoteža spoljašnjih i unutrašnjih sila.

## Literatura
- Milan L. Gligorić, Slobodan M. Risić, Milorad N. Tankosić: "Mehanika", Viša elektrotehnička škola-Beograd,1997. godine.

## Spoljašnje veze
- Flexure formulae